# Грембошув (Опольське воєводство)
Грембошув (пол. Gręboszów, нім. Grambschütz) — село в Польщі, у гміні Домашовиці Намисловського повіту Опольського воєводства.
Населення — 318 осіб (2011).

## Демографія
Демографічна структура станом на 31 березня 2011 року:
|          | Загалом | Допрацездатний вік | Працездатний вік | Постпрацездатний вік |
| -------- | ------- | ------------------ | ---------------- | -------------------- |
| Чоловіки | 154     | 32                 | 109              | 13                   |
| Жінки    | 164     | 30                 | 97               | 37                   |
| Разом    | 318     | 62                 | 206              | 50                   |